# Zbieranie manny na pustyni
Zbieranie manny na pustyni – obraz francuskiego malarza Nicolasa Poussina.
Temat obrazu został zaczerpnięty ze Starego Testamentu a wydarzenie zostało opisane w Księdze Wyjścia (16, 1-36) i Księdze Liczb (11, 7-9). Historia opowiada, jak to podczas przejścia przez pustynię Izraelitów, skończyły im się zapasy i w obliczu śmierci głodowej poczęli narzekać przeciwko Mojżeszowi i Aaronowi. Wieczorem w ich obozie pojawiło się ogromne stado przepiórek, a rano na ziemi pojawiły się drobne ziarna zboża o smaku placka z miodem – manna.
W całej swojej twórczości, Poussin namalował ok. dziewiętnaście obrazów ilustrujących życie Mojżesza. W dziele Zbiór manny skoncentrował się na przedstawieniu ludzkich różnych reakcji i kontrastów. Widać na nim i radość z powodu pojawienia się pokarmu, jak i cierpienie głodu; postacie skupione w małe grupki albo dziękują Bogu za cud (postacie stojące przed Mojżeszem i jego bratem Aaronem), albo walczą między sobą o mannę (dwaj chłopcy z lewej strony). Z prawej strony kobieta w niebieskiej sukni karmi piersią swoją matkę i jednocześnie pociesza swoje dziecko. Scena nawiązuje do motywu Caritas Romana zilustrowanego przez Rubensa.

O różnorodności emocji nagromadzonej w scenie pisał sam Poussin w liście do swojego przyjaciela Paula Fréarta de Chantelou w 1639 roku: 

... z łatwością rozpozna Pan, które postacie omdlewają, które wyrażają podziw, które - żałość, które wykonują gesty miłosierne, czy gesty świadczące o potrzebie, w jakiej się znajdują (...) Niechaj Pan równocześnie odczytuje opowieść i obraz, aby przekonać się, czy wszystko pasuje do tematu.